# Alburnus belvica
Alburnus belvica es una especie de pez de la familia de los
Cyprinidae en el orden de los Cypriniformes.

## Morfología
Los machos pueden llegar alcanzar los 13,6 cm de longitud total.

## Reproducción
Es ovíparo.

## Hábitat
Es un pez de agua dulce.

## Distribución geográfica
Se encuentra en Albania, Grecia y Macedonia del Norte.

## Observaciones
Es inofensivo para los humanos.